# Умревинский острог

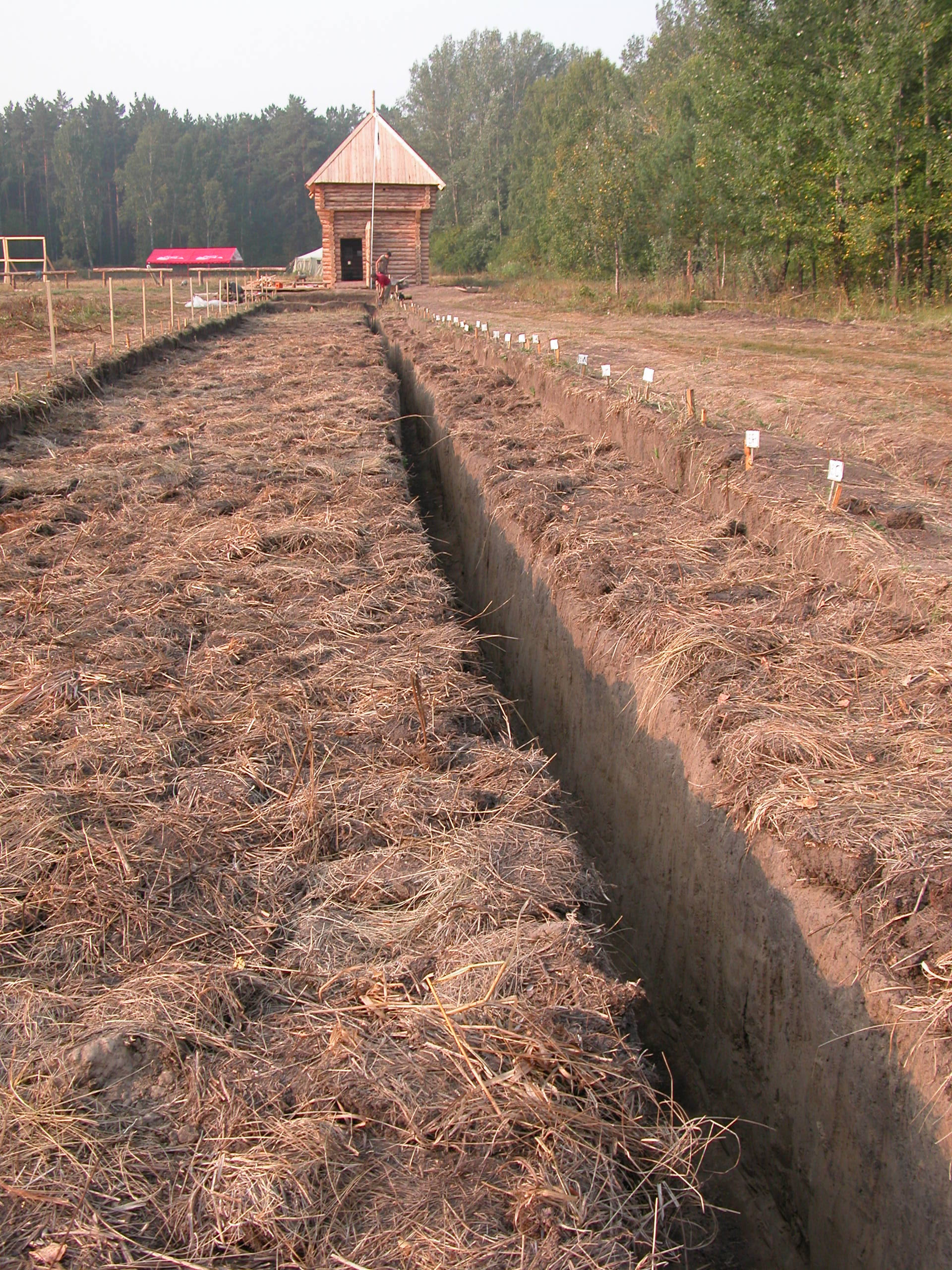
Канавка западной тыновой стены Умревинского острога

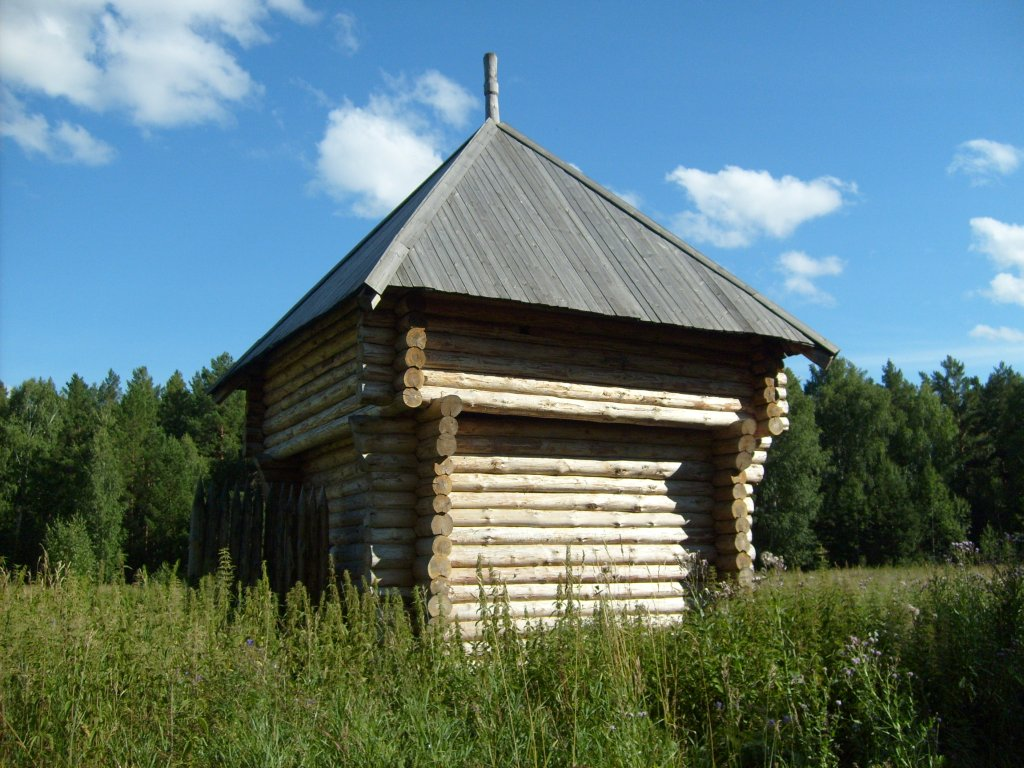
башня Умревинского острога (реконструкция)

Умревинский острог — оборонительное сооружение (острог), построенное русскими казаками в 1703 г. в устье р. Умрева, впадающей с востока в р. Обь на территории современного Мошковского района Новосибирской области.

## Месторасположение
Умревинский острог расположен на берегу Умревинской протоки р. Обь в 0,4 км к югу от устья р. Умрева, впадающей в Умревинскую протоку р. Обь с востока. Ближайший населенный пункт — с. Умрева.
Острог расположен на краю надпойменной террасы р. Обь. Расстояние до уреза воды — 40—50 м. Площадка, на которой расположен острог ровная, незалесенная. Встречаются березовые околки. Её размеры: вдоль берега 700 м, вглубь от берега 200—300 м. Площадка окружена смешанным лесом (сосна, берёза, тополь), возраст которого 80—100 лет.

## История острога
В XVII веке из-за напряженной военно-политической обстановки на территории Приобья Томского уезда миграция русского населения имела очень ограниченный характер. Лишь в 1695 году Алексей Степанов сын Круглик, потомок выходцев из служилой «литвы», получил у томской воеводской канцелярии документ на право пользование земельным участком на территории в районе современной деревни Кругликово Болотнинского района Новосибирской области. На территории Приобья русские остроги строятся с 1590-х гг. Продвигаясь от Тобольска вверх по Оби, последовательно строится восточная тогда линия обороны Русского царства: Сургутский (1594), Нарымский (1595), Кетский (1596), Томский (1604), Семилужный (1609, вновь отстроен в 1662), Кузнецкий (1618, 1620), Мелесский (1621), Ачинский (1641), Уртамский (1684), Умревинский (1703), Чаусский (1713), Бердский (1716) и др.; строятся города-остроги и вдоль Енисея. За исключением Сургутского, все они были отнесены к Томскому разряду и Томскому уезду. Умревинский острог исторически стал первым острогом на территории современной Новосибирской области, он появился в 1703 году на месте впадения реки Умрева в Обь.
В начале XVIII века для строительства Умревинского острога сложились два благоприятных обстоятельства: поражения, нанесенные кыргызам в 1701 году Алексеем Кругликовым (на Божьем озере и у села Пачинское на реке Томь) и Иваном Тихоновым Великосельским (в урочище Караказ), и увод воинственных кочевых енисейских кыргызов джунгарами в 1703 году в глубинные районы своего ханства (северо-западный Китай). В 1702 году отряд служилых людей под руководством томского сына боярского Алексея Кругликова, поднявшись на судах вверх по реке Обь от Уртамского острога до рек Умрева и Ояш, определил место для строительства нового острога. Через год, в 1703 году, Умревинский острог был поставлен в 300 м выше устья реки Умрева, на берегу Умревинской протоки реки Обь, для охраны русских поселений на южной границе Томского уезда от набегов кочевых калмыков.

## Археология острога

### Структура памятника

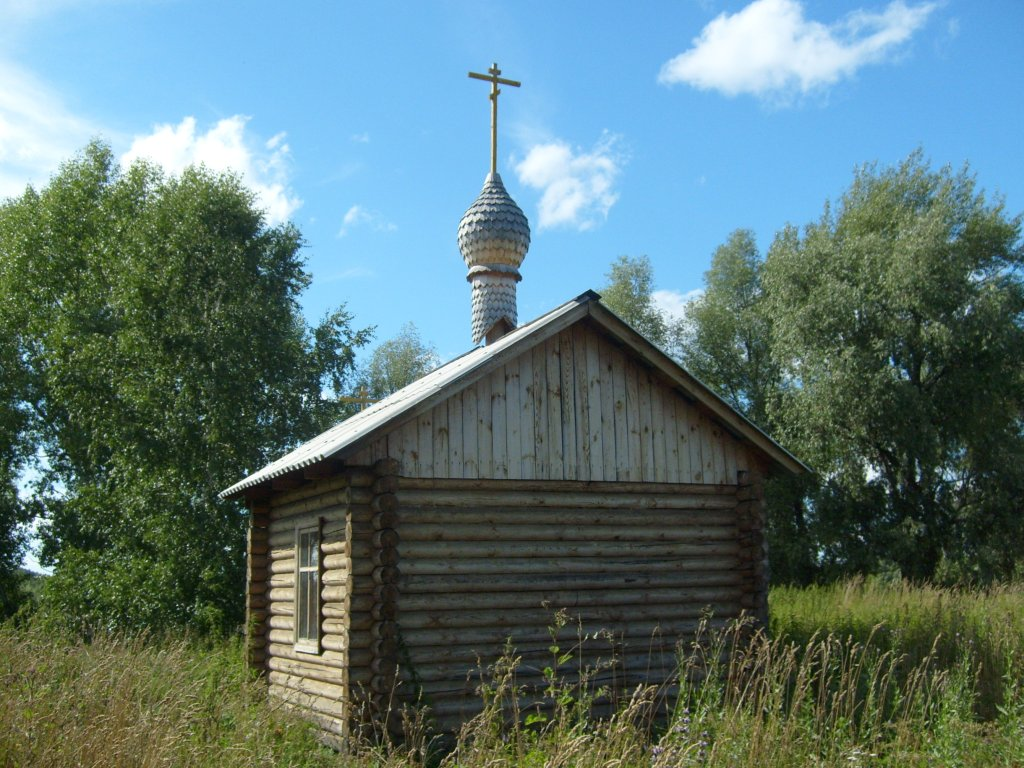
Часовня в Умревинском остроге

Умревинский острог как археологический памятник имеет сложную структуру. Он состоит из комплекса оборонительных сооружений; построек во внутреннем дворе острога; некрополя, сформировавшегося на территории острога в конце XVIII—XIX вв., церкви Трех Святителей (археологически не выявлена); посада; дороги XVIII—XXI вв.; клада артиллерийских ядер.

### Археологические исследования
Археологические исследования острога проводились в 2000 г. под руководством А. В. Шаповалова и в 2002—2009 гг. под руководством А. П. Бородовского. Общая площадь раскопов около 550 м². Исследованы западный тын полностью, 2/3 южного тына, юго-западная башня, северо-западный и северо-восточный углы острога, а также приказная изба в центральной части острога.
В июле 2019 года под руководством доктора исторических наук Андрея Бородовского по программе гранта РФФИ «Комплексные исследования Умревинского острога» начались очередные археологические раскопки на месте острога. Работы проводятся в местах расположения фундаментов юго-восточной угловой башни, приказной избы южного и восточного тына, а также некрополя, сформировавшегося на месте острога после его упразднения.
Главная же задача исследователей — найти самый первый храм, основанный в 1719 году, — Церковь Трех Святителей, место расположения которого еще только ищут.

## Культурно-историческое значение
Умревинский острог — памятник археологии федерального значения. Здесь планируют открыть музей под открытым небом.

## Печатные работы, посвященные острогу
Умревинскому острогу посвящено более 70-и печатных работ.

### Монографии
1. Бородовский А. П. Оболенский А. А., Бабич В. В., Борисенко А. С., Морцев Н. К. Древнее серебро Сибири (краткая история, состав металла, рудные месторождения). — Новосибирск: Институт археологии и этнографии СО РАН, 2005. — 88 с.
2. Бородовский А. П., Косарева И. Умревинский острог: три столетия сибирской истории. — Новосибирск, 2003. — 68 с.
3. Бородовский А. П., Горохов С. В. Умревинский острог. Археологические исследования 2002—2009 гг. Новосибирск, 2009. — 241 с.

### Статьи в сборниках
1. Бородовская Е. Л., Бородовский А. П. Археология Сибири: Аспекты реализации регионального компонента в системе внешкольного и дополнительного образования // Региональная направленность учебно-воспитательного процесса в учреждении дополнительного образования детей. Материалы VII городских педагогических чтений. — Новосибирск, 2003. — С. 14—15.
2. Бородовский А. П., Бодрова А. А. Новые материалы по устной истории с. Ташара (Мошковский р-н Новосибирской обл.) // Пишем времена и случаи: материалы Всероссийской научно-практической конференции, посвященной 70-летию кафедры отечественной истории НГПУ (Новосибирск, 25—26 апреля 2008 г.). — Новосибирск: Изд. НГПУ, 2008. — С. 35—36.
3. Бородовский А. П., Косарева И. Умревинский острог: три столетия в сибирской истории // Сибирская горница. Губерния. — № 3 (35) — Новосибирск, 2003. — С. 72—79.
4. Бородовский А. П. Археологические исследования на севере Верхнего Приобья // Полевые исследования в Верхнем Приобье и на Алтае 2005 г. — Барнаул: Изд-во Барнаульского гос. пед. ун-та, 2006. — С. 18—26.
5. Бородовский А. П. Археологические исследования Умревинского острога // Проблемы археологии, этнографии, антропологии Сибири и сопредельных территорий. — Новосибирск, 2002. — С. 258—265.
6. Бородовский А. П. Государственность в Сибири (Исторический опыт и тенденции развития) // Тезисы пятой Всероссийской конференции. Проблемы местного управления Сибири XVI—XX вв. Комитет гос. архивной службы Администрации НСО. — Т. II. — Новосибирск, 2003.
7. Бородовский А. П. Древнее серебро в Сибири (обзор проблематики) // Древности Алтая. — Известия лаборатории археологии. — № 11. — Горно-Алтайск: Изд-во Горно-Алтайского ун-та, 2003. — С. 44—58.
8. Бородовский А. П. Исследования приказной избы Умревинского острога // Археологические открытия 2004 г. — М., 2005. — С. 414—416.
9. Бородовский А. П., Горохов С. В. Оборонительные сооружения Умревинского острога // Археология, этнография и антропология Евразии. — № 4 (36). — 2008. — С. 70—82.
10. Бородовский А. П. Поиски серебра в Сибири и возведение русских острогов // Проблемы археологии, этнографии, антропологии Сибири и сопредельных территорий. — Т. IX, Ч. 2. — Новосибирск, 2003. — С. 25—29.
11. Бородовский А. П. Продолжение исследований Умревинского острога // Археологические открытия 2002 года. — М.: Наука, 2003. — С. 337−339.
12. Бородовский А. П., Слюсаренко И. Ю., Мыглан В. С., Горохов С. В. Результаты дендрохронологических исследований в Новосибирском Приобье // Интеграция археологических и этнографических исследований: сборник научных трудов. — Омск: Изд-во ОмГПУ; Изд. дом. «Наука», 2008. — С. 308—312.
13. Бородовский А. П. Сохранение и использование национально-культурного наследия на примере Умревинского острога // Русские. Материалы VII-го Сибирского симпозиума «Культурное наследие народов Западной Сибири». — Тобольск, 2004. — С. 440—442.
14. Бородовский А. П. Традиционное природопользование и промыслы Таволгана (особенности археолого-этнографического наследия) // История и культура Сибири в исследовательском пространстве. — Новосибирск: Из-во Новосибирского Гос. Пед. у-та, 2004. — С. 26—29.
15. Бородовский А. П., Воробьев А. А. Некрополь на территории Умревинского острога // Культура русских в археологических исследованиях. — Омск, 2005. — С. 191—202.
16. Бородовский А. П., Оболенский А. А. Древнее серебро Сибири (историко-сырьевой аспект) // Проблемы археологии, этнографии, антропологии Сибири и сопредельных территорий. — Т. Х. — Новосибирск, 2002. — С. 256—265.
17. Бреховских А. Н. Кирпичи Умревинского острога // Истоки, формирование и развитие евразийской культуры и общества Северной Азии в историческом прошлом и современности: мат. I (XLV) Рос. с междунар. Участием археол. и этногр. конф. студ. и молодых ученых (РАЭСК — XLV): Иркутск, 12—16 апреля 2005 г. — Иркутск: Изд-во РПЦ «Радиан», 2005. — С. 299—300.
18. Бреховских А. Н. Печь из дома приказчика Умревинского острога // Археология, этнология, палеоэкология Северной Евразии и сопредельных территорий: материалы XLVI региональной (II Всероссийской) археолого-этнографической конференции студентов и молодых ученых, посвященной 160-летию со дня рождения И. Т. Савенкова и 110-летию со дня рождения В. И. Громова. г. Красноярск, 28—30 марта 2006 г. — Т. II. — Красноярск, 2006. — С. 15—17.
19. Вебер Д. И. История и археология Умревинского острога // Культура Сибири и сопредельных территорий в прошлом и настоящем: Материалы Всероссийской (с международным участием) 43-й археолого-этнографической конференции молодых ученых. — Томск: Том. ун-т, 2003. — С. 271—272.
20. Горохов С. В. Археологические и геофизические исследования Умревинского острога // Полевые исследования в Верхнем Приобье и на Алтае. 2005 г.: Археология, этнография, устная история. — Вып. 2: Материалы II регион. науч.-практ. конф. 1—2 дек. 2005 г. — Барнаул, БГПУ, 2006. — С. 38—43.
21. Горохов С. В. Натурная реконструкция тына Умревинского острога // Археология и этнография азиатской части России. Материалы XLIX Региональной археолого-этнографической студенческой конференции. — Ч. 2. — Кемерово: Кузбассвузиздат, 2009. — С. 23—25.
22. Горохов С. В. Археологические исследования Умревинского острога в 2003 г. // История и культура Сибири в исследовательском и образовательном пространстве (к юбилею профессора Е. И. Соловьевой): Мат-лы Регион. науч.-практ. конф. (Новосибирск 15—16 апреля 2004 г.). — Новосибирск: НГПУ, 2004. — С. 268—270.
23. Горохов С. В. Корреляция археологических и геофизических данных по материалам Умревинского острога // Археология, этнология, палеоэкология Северной Евразии и сопредельных территорий: материалы XLVI региональной (II Всероссийской) археолого-этнографической конференции студентов и молодых ученых, посвященной 160-летию со дня рождения И. Т. Савенкова и 110-летию со дня рождения В. И. Громова. г. Красноярск, 28—30 марта 2006 г. — Т. I. — Красноярск, 2006. — С. 195—197.
24. Горохов С. В. Малоглубинное индукционно-частотное зондирование в археологии Западной Сибири // Культура Сибири и сопредельных территорий в прошлом и настоящем: Материалы Всероссийской (с международным участием) 43-й археолого-этнографической конференции молодых ученых. — Томск: Том. ун-т, 2003. — С. 36—37.
25. Горохов С. В. Предметный комплекс Умревинского острога // Интеграция археологических и этнографических исследований: сборник научных трудов. — Омск: Изд-во ОмГПУ; Изд. дом. «Наука», 2008. — С. 217—220.
26. Горохов С. В. Реконструкция печи приказной избы // Полевые исследования в Верхнем Приобье и на Алтае. 2006 г.: Археология, этнография, устная история. — Вып. 4. — Барнаул: БГПУ, 2008. — С. 69—73.
27. Горохов С. В. Скобяные изделия Умревинского острога // Археология, этнология, палеоэкология Северной Евразии и сопредельных территорий: материалы XLVII региональной (III-й всероссийской с международным участием) археолого-этнографической конференции студентов и молодых ученых Сибири и Дальнего Востока (г. Новосибирск, 3—4 апреля 2007 года). — Новосибирск: НГПУ, 2007. — С. 156—158.
28. Малышкина О. В. Археологические исследования острогов Западной Сибири // Археология, этнология, палеоэкология Северной Евразии и сопредельных территорий: материалы XLVI региональной (II Всероссийской) археолого-этнографической конференции студентов и молодых ученых, посвященной 160-летию со дня рождения И. Т. Савенкова и 110-летию со дня рождения В. И. Громова. г. Красноярск, 28—30 марта 2006 г. — Т. I. — Красноярск, 2006. — С. 49—52.
29. Резун Д. Первое, первыми, первые… // Горница — № 3/99. — 1999. — С. 65—74.
30. Рыбин Н. В. Русская артиллерия Новосибирского Приобья XVIII в. // Археология, этнология, палеоэкология Северной Евразии и сопредельных территорий: Материалы ХLVII Региональной (III-й всероссийской с международным участием) археолого-этнографической конференции студентов и молодых ученых Сибири и Дальнего Востока (г. Новосибирск, 3—4 апреля 2007 года). — Новосибирск, Новосибирский государственный педагогический университет, 2007. — C. 178—180.
31. Рыбин Н. В. Ручное огнестрельное оружие XVIII в. в Новосибирском Приобье (по археологическим данным) // Этнокультурная история Евразии: современные исследования и опыт реконструкций: материалы XLVIII региональной (IV Всероссийской с международным участием) археолого-этнографической студенческой конференции (Барнаул, 21—24 апреля 2008 г.). — Барнаул: Азбука, 2008. — С. 200—201.
32. Сумин В. А. Государственная охрана, использование и популяризация памятников русского освоения Сибири (Новосибирская область) // Первые Ермаковы чтения «Сибирь: вчера, сегодня, завтра». — Новосибирск, 2009. — С. 44—46.
33. Шаламай Т. В. Административные сооружения в археологических комплексах Юго-Западной Сибири // Археология, этнология, палеоэкология Северной Евразии и сопредельных территорий: материалы XLVI региональной (II Всероссийской) археолого-этнографической конференции студентов и молодых ученых, посвященной 160-летию со дня рождения И. Т. Савенкова и 110-летию со дня рождения В. И. Громова. г. Красноярск, 28—30 марта 2006 г. — Т. I. — Красноярск, 2006. — С. 85—87.

### Учебные пособия
1. Бородовский А. П. Бюллетень полевой археологической практики студентов исторического факультета НГПУ 2004 г. — Вып. 4. — Новосибирск: Изд-во Новосибирского гос. пед. ун-та, 2004. — 46 с.
2. Бородовский А. П., Бородовская Е. Л. Русские остроги XVIII века на территории Новосибирской области. — Новосибирск, 2003. — 44 с.
3. Бородовская Е. Л., Бородовский А. П. Путешествие в древность. Образовательная программа по экспериментальной археологии. — Новосибирск, 2004. — 92 с.

### Электронные публикации архивных документов
1. Умревинский острог и судная контора. — Научно-производственный центр по сохранению историко-культурного наследия Новосибирской области. — CD-диск.

### Буклеты
1. Бородовский А. П. Умревинский острог. Археологическое наследие Новосибирской области Мошковский район. Новосибирск, 2009. — 20 с.

### Газетные публикации
1. Бородовский А. П. «Окна» в Азию // Наука в Сибири. — 2002. — № 41 (2377). — С. 5.
2. Бородовский А. П. Возрождение Умревинского острога // Наука в Сибири. — 2003. — № 30 (2416). — С. 7.
3. Бородовский А. П. Остроги и сибирское серебро // Наука в Сибири. — 2005. — № 36 (2522). — С. 7.
4. Бородовский А. П. Умревинский острог — связь прошлого с настоящим // Наука в Сибири. — 2003. — № 21 (2404). — С. 6.
5. Бреховских А., Ледовских А. Путешествие в древность // Истина. — 2005. — № 3 (16). — С. 6-7.
6. Ваньков В. Мы живем здесь 300 лет! // Честное слово. — 2003. — № 40 (290). — С. 28.
7. Васильева Г. Занимаюсь администрированием и копаю понемножку… // Мошковская новь. — 1992. — 5 нояб.
8. Галыгин О. Острог, рождённый дважды // Ведомости. — 2003. — 29 авг. — С. 8.
9. Готлиб М. Нью-Васюки этнотуристического профиля // Новая Сибирь. — 2003.
10. Дневник студента практиканта // Истина. — 2005 — № 3 (16). — С. 6—7.
11. Иванова В. На страже Государства Российского // Наука в Сибири. — 2005. — № 36 (2522). — С. 2.
12. Инзов И. Умревинский острог — «Окно в Азию» // Вечерний Новосибирск. — 2003. — 5 янв. — С. 10
13. Калайда О. В области создается «машина времени» // Аргументы и факты на Оби. — 2003. — № 15. — С. 4.
14. Квасникова Е. История Сибири и политические амбиции // Ведомости. — 2002. — 9 авг. — С. 6.
15. Кузнецова Т. День рождения Новосибирской области // Истина. — 2003. — № 1(8). — С. 6—7.
16. Олейник О. «Окно в Азию» промыли через 300 лет // Молодость Сибири. — 2003. — 27 авг.—2 сент. — С. 2.
17. Патрушев И. Тайны Умревинского острога // Молодость Сибири. — 2003. — 2 июня. — С. 32.
18. Патрушев И. Тайны Умревинского острога // Молодость Сибири. — 2003. — 2 июля. — С. 32.
19. Резун А. Умревниский острог // Мошковская новь. — 1992. — 5 нояб. — С. 3.
20. Стрикун О. Умревинскому комплексу быть? — 2005. — 8 апр.
21. Толмачева В. Первая сибирская мерия. «Закладные» монеты и мледенцы // Аргументы и факты Сибирь. — 2004. — № 40. — С. 23.
22. У острога будет праздник // Советская Сибирь. — 2003. — 17 окт.
23. Факт истории Государства Российского // Наука в Сибири. — 2005. — № 36 (2522). — С. 12.
24. Чеканов Я. Сибирь. Век XVIII. Русские идут! // Ведомости. — 2000. — 28 июля. — С. 21.
25. Шабанова М. В Новосибирск по… «Золотому кольцу» // Ведомости. — 2008 — 1 февр. — С. 23.
26. Шабанова М. Обретая, теряем. Станет ли Умревинский острог местом культурного паломничества? // Ведомости. — 2007 — 28 сент. — С. 27.
27. Шабанова М. Скромное обаяние старины // Ведомости. — 2005. — 15 апр. — С. 9.
28. Шабанова М. Три столетия Умревы // Ведомости. — 2002 — 9 авг. — С. 18.
29. Шаронова Т. 300-летие основания обладминистрации будут отмечать в остроге? // Новая Сибирь. — 2002. — 27 авг.